# Питч-угол
Питч-угол — это угол между направлением вектора скорости заряженной частицы и направлением вектора магнитного поля. 
Это понятие используется в физике космической плазмы, радиационных поясов. Оно имеет смысл только в случае замагниченной плазмы, т. е. в случае, когда частицы вращаются вокруг силовых линий магнитного поля по ларморовским окружностям и относительно медленно дрейфуют вдоль силовых линий магнитного поля.